# Megachile recta
Megachile recta är en biart som beskrevs av Mitchell 1930. Megachile recta ingår i släktet tapetserarbin, och familjen buksamlarbin. Inga underarter finns listade i Catalogue of Life.